# European Consortium of Innovative Universities
Das European Consortium of Innovative Universities (ECIU) (zu Deutsch: Europäisches Konsortium von innovativen Universitäten) wurde 1997 von zehn europäischen Universitäten gegründet. Das Ziel ist ein europäisches Netzwerk von gleichartigen Hochschulen zum Austausch von Erfahrungen auf der Ebene der Studierenden, der Forschung und der Wirtschaft zu schaffen.

## Mitglieder
Es gibt derzeit 12 Mitglieder und eine außereuropäische Partneruniversität:

### Mitgliedsuniversitäten
- Autonome Universität Barcelona, Spanien
- Dublin City University, Irland
- INSA Toulouse, Frankreich
- Technische Universität Kaunas, Litauen
- Technische Universität Hamburg, Deutschland
- Universität Aalborg, Dänemark
- Universität Aveiro, Portugal
- Universität Linköping, Schweden
- Universität Stavanger, Norwegen
- Universität Tampere, Finnland
- Universität Trient, Italien
- Universität Twente, Niederlande

### Partner-Universitäten
- Instituto Tecnológico y de Estudios Superiores de Monterrey, Mexiko

## Aufbau

### Executive Board meeting
Das höchste beschlussfassende Gremium ist das halbjährlich stattfindende Executive Board meeting. An diesem nehmen die Rektoren und die lokalen Koordinatoren aller teilnehmenden Universitäten teil.

### Ausschüsse
Für die Gebiete, in denen das Netzwerk arbeitet, gibt es jeweils einen Ausschuss:
- Graduate School & Student Mobility (Promotion und studentische Mobilität)
- Human Resource Development
- Knowledge Triangle
- EU Policy.